# Heyde (vogtländisches Adelsgeschlecht)

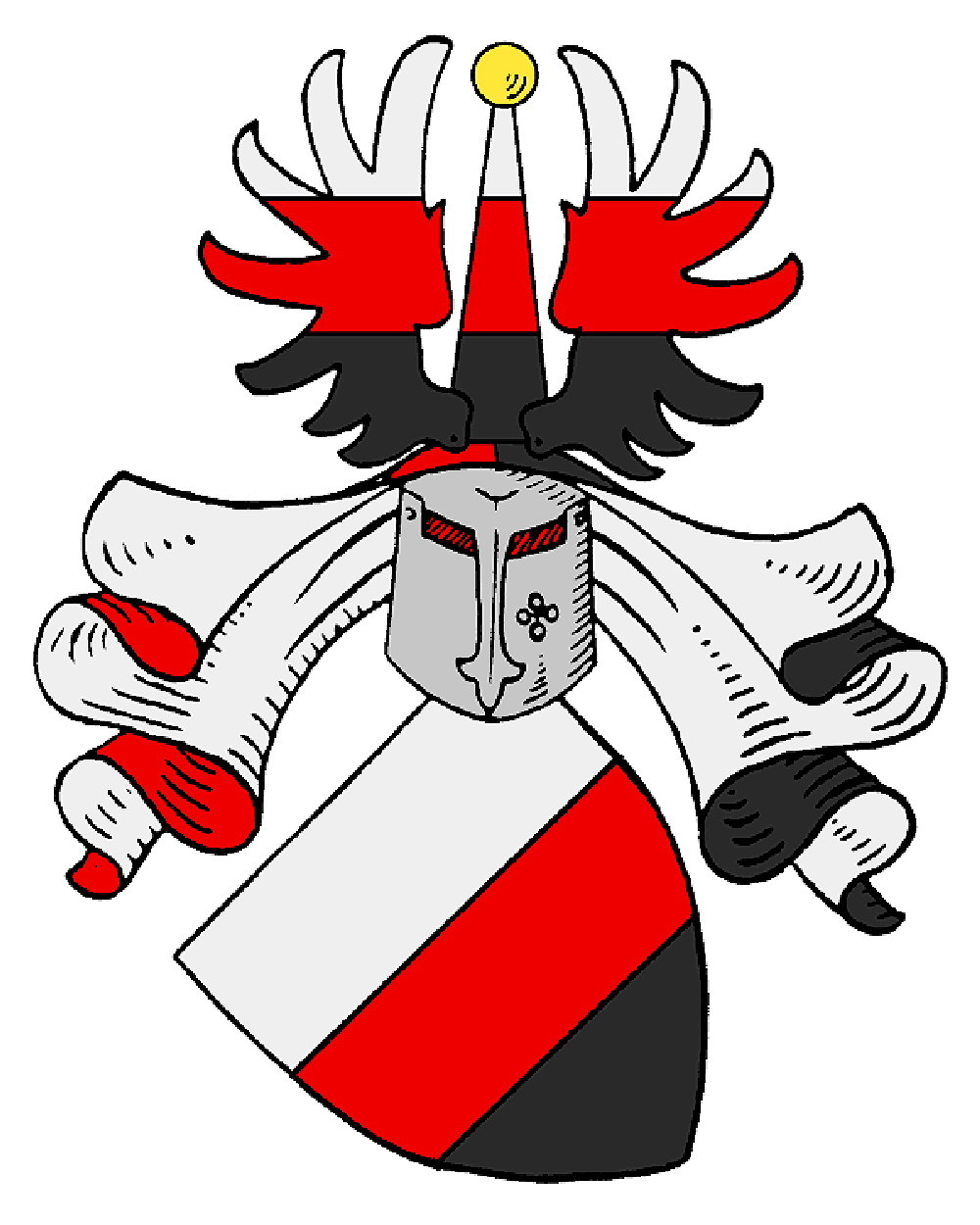
Wappen derer von der Heyde (Haid/Vogtland)

Die Heyde, von Heyda oder auch von der Heyde sind ein altadeliges Geschlecht des Vogtlandes.
Eine Stammesverwandtschaft mit den namens- und wappenverwandten von der Heyde zu Königheim ist nicht erwiesen.

## Herkunft
Die von der Heyde sind eines Stammes mit denen von Feilitzsch und von Zedtwitz.
Ihr Stammgut Haid, 3/8 Meilen nordöstlich von Hof, grenzt direkt an die Güter vorbenannter Familien, mit denen gemeinsam sie Dienstmannen der Vögte von Strassberg und später der Vögte von Plauen waren.
Bekannter früher Vertreter des Geschlechts war Walther von der Heyde, Meister-Sänger am Hofe Landgraf Hermanns †1215 in Thüringen.
Anno 1529 taten sich Erasmus und Just von der Heyde hervor, als sie gemeinsam mit anderen von Adel in der Stadt Wien wider die Türken kämpften.
1838 erfolgte die Eintragung als Freiherrlich in die Bayerische Adelsmatrikel.

## Persönlichkeiten
- 1398–1404 Hans v. d. Heyde, Vogt zu Mühltroff, Vogt zu Vogtsberg[4]
- 1428 Nickel von der Heydte zu Weischlitz[5] (der Poseck´schen Genealogie entnommen)
- 1547 Jobst v. d. Heyde, Geheimer Rat und Kanzler des Chur-Fürsten Johann Friedrich zu Sachsen, wurde zusammen mit seinem Chur-Fürsten 1547 in der Schlacht zu Mühlberg durch Kaiser Carl V. gefangen genommen[6]
- Caspar Joachim v. d. Heyde, Capitain-Lieutenant in Chur-Fürstlich Sächsischen Kriegsdiensten, ein Sohn des Hans George v. d. H. auf Chemnitz, hat mit Catharinen von Thünau aus Schlottwein unter andern George Petern v. d. H. (* 22. Februar 1628, Quelle: Gedbas) gezeugte[6]
- George Peter v. d. Heyde (* 22. Februar 1628, † 9. April 1672), Sohn des Caspar Joachim v. d. H. auf Chemnitz, zunächst Hof-Juncker bei Herzog Julio Heinrichen von Sachsen-Lauenburg, dann Rittmeister und General-Adjutant in Schwedischen Kriegsdiensten bis ao. 1660, Heirat am 22. Januar 1661 mit Johanna Magdalena von Reibold aus Neundorff[6]
- Philipp Ferdinand († 1727) v. d. Heyde, Urenkel des George Peter († 1672) v. d. H., Königlich-Polnischer und Chur-Sächsischer Ober-Aufseher der Elster-Flösse
- Carl Ferdinand v. d. Heyde, Bruder des Philipp Ferdinand v. d. H., Königlich-Polnischer Kammerherr und Ober-Aufseher der Elster- und Saal-Flösse

## Besitzungen
- Grobau und Misslareuth: 1446 Hans v. d. H. mit Frau Catharina[4]
- Ellefeld: 1464 Hans v. d. H. mit Frau Margaretha[4]
- Weischlitz: 1428 Nickel v. d. H.[4]
- Taltitz: 1490† Hans v. d. H.[4]
- Mühltroff: 1400 Hans v. d. H.[4]
- Hoffstaedt: 1550 Jobst v. d. H.[6]
- Gröba und Hoffstaedt: Christoph, ein Enkel des Jobst v. d. H. auf Hoffstaedt[6]
- Bobenneukirchen: Joachim, ein Sohn Christophs v. d. H. auf Gröba und Hoffstaedt, mit Ehefrau Magdalena von Feilitzsch aus Kürbitz[6]
- Chemnitz: Hans George, ein Sohn Joachims v. d. H. auf Bobenneukirchen[6]
- Guttenforst: Philipp Ferdinand v. d. H., ein Urenkel des George Peter v. d. H. (†1672) auf Chemnitz
- Gröben und Chemnitz: Carl Ferdinand v. d. H., ein Urenkel des George Peter v. d. H. (†1672) auf Chemnitz

## Wappen
Blasonierung: Schild von Silber, Rot und Schwarz (auch Rot-Schwarz-Silber oder Rot-Silber-Schwarz) zweimal geteilt. Auf dem Turnierhelm ein silbern–rot−schwarz–gewundener Bund, darauf ein offener Flug mit dazwischen stehendem Heidenhut, Tingierung bei dem Flug und dem Hut wie im Schild; Die Decken sind rot-schwarz-silbern.

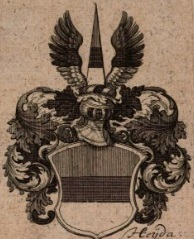
Wappen derer von der Heyde in Tingierung Rot-Schwarz-Silber
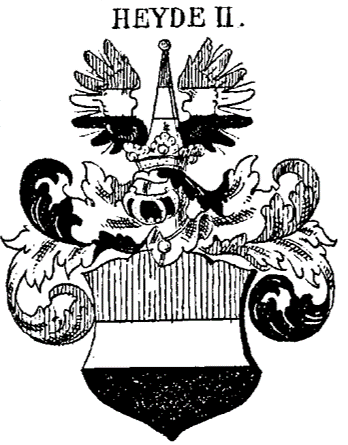
Wappen derer von der Heyde in Tingierung Rot-Silber-Schwarz

## Stammes- und Wappenverwandtschaften
Es besteht Stammes- und/oder Wappenverwandtschaft mit folgenden Geschlechtern:
1. Röder (Rode) – Stammsitz: Rodau (Rosenbach) bei Mühltroff – Erstnennung ao. 1224 mit Conradus de Rode – Die von Rodau (die Roder, Röder) bildeten ihrerseits aus sich die Zweige der von Zedtwitz (Zedwitz, nördlich von Hof), von Feilitzsch (Feilitzsch, ebenda), von der Heide oder Heidt (Haidt, 1/2 Stunde nördlich von Hof), nach einigen Forschern auch der von Redwitz (R. bei Wunsiedel) heraus. Die von Rodau sind zugleich das ältesterwähnte der sechs Urgeschlechter[7]
2. Machwitz – Stammsitz: Magwitz bei Oelsnitz – Erstnennung 1236 – Denen von Machwitz entsprangen als spätere Linien die von Jessnitz (Gössnitz, nördlich von Plauen), von Perglas (P. bei Falkenau an der Eger), die Zwinnenberge (Quingenberge), sowie die Thüszl, später Thüssl von Taltitz (Taltitz bei Oelsnitz) genannt.[7]
3. Mylin – Stammsitz: Mylau bei Reichenbach – Erstnennung 1236 – Spätere Nebenlinien der von Mylin sind die von Wiedersberg (W. bei Hof) und von Gailsdorf (Geilsdorf, westlich von Oelsnitz).[7] – 1289 stellen Conrad, Ritter von Reinsberg und Eberhard von Mylin genannt von Bieberstein als Schiedsrichter im Streit ihres Schwestersohns Thomas mit dem Kloster Altzelle eine Urkunde aus. Demnach müssten Conrad von Reinsberg und Eberhard von Mylau-Bieberstein Brüder sein. Dies wiederum würde bedeuten, dass die von Mylau auch in der Freiberger Gegend bereits vor 1289 ansässig gewesen sein könnten.[8]
4. Vasmann (Fassmann) – Stammsitz: Faßmannsreuth – Erstnennung 1246 mit Rüdiger Fasman – Aus den Vasmann gingen die von Dobeneck (eins bei Plauen, ein zweites bei Rehau) und von Falkenstein (nordöstlich von Oelsnitz) hervor.
5. Reinoldsdorf (Reinsdorf) – Stammsitz: Reinsdorf bei Plauen – Erstnennung 1263 mit Apeg von Reinoldsdorf,[9] dann 1278 mit Albertus de Reinoldsdorf (Vater und gleichnamiger Sohn)[10] – Die von Reinoldsdorf entwickelten als Nebenzweige die Tosse (Thosse) und die von Weischols (Weischlitz, südwestlich von Plauen).[7]
6. Neiperg – Stammsitz: Neuberg bei Asch (Egerland) – Aus denen von Neiperg wuchsen im Laufe der ältesten Zeit die von Hasla (Haslau bei Eger) und von Schönberg (Schönberg bei Brambach) hervor, welche alle drei den gleichen Schild führen (roth und weiss getheilte Spitze auf weiss und roth, ebenfalls senkrecht getheiltem Grunde).[7]
7. Feilitzsch – Stammsitz: Feilitsch[7]
8. Zedwitz – Stammsitz: Zedtwitz – Erstnennung 1288 mit Berthold von Zedwitz[7]
9. Gössnitz – Stammsitz: Jössnitz[7]
10. Thusel (Thüszl, Thüssl von Taltitz)- Stammsitz: Taltiz bei Oelsnitz[7]
11. Quingenberg – Stammsitz: Quingenberg
12. Redwitz – Stammsitz: Ober-Redwitz (Marktredwitz) – ansonsten begütert im nördlichen Teil der heutigen Oberpfalz, Mitte 17. Jh. ausgestorben[11]
13. Pergler – Stammsitz: Dasnice Zu Dasnice gehört die Ansiedlung Chlumek (Perglas).
14. Sparnberg (Sparenberg) – Stammsitz: Sparnberg
15. Mosler

Als Ursprung aller Linien vermutet Otto Posse das Geschlecht der vogtländischen Rode/Röder, woraus sich die Nummern 2 bis 5 ableiten. Sämtliche weiteren sind allesamt Zweige der Nummern 1 bis 5.